# Idaea arcuata
Idaea arcuata là một loài bướm đêm trong họ Geometridae.